# Меверс, Мари
Мари Меверс (нем. Marie Mävers; род. 13 февраля 1991, Гамбург) — немецкая хоккеистка на траве, нападающий. Бронзовый призёр летних Олимпийских игр 2016 года, участница летних Олимпийских игр 2012 года, чемпионка Европы 2013 года, бронзовый призёр чемпионата Европы 2015 года, чемпионка мира по индорхоккею 2018 года.

## Биография
Мари Меверс родилась 13 февраля 1991 года в немецком городе Гамбург.
Занималась хоккеем на траве с 6 лет. Начала играть за «Ральштедтер», после чего перебралась в гамбургский «Уленхорстер», в составе которого в 2009 и 2011 годах выиграла чемпионат Германии.
С 2009 года играла за юношеские сборные Германии. В том же сезоне стала серебряным призёром чемпионата Европы среди девушек до 18 лет. Выступала за молодёжную сборную страны.
11 мая 2010 года дебютировала в женской сборной Германии. 
В 2012 году вошла в состав женской сборной Германии по хоккею на траве на летних Олимпийских играх в Лондоне, занявшей 7-е место. Играла на позиции нападающего, провела 6 матчей, забила 2 мяча (по одному в ворота сборных ЮАР и Южной Кореи).
В 2013 году завоевала бронзовую медаль на чемпионате Европы в Боме.
В 2015 году стала бронзовым призёром чемпионата Европы в Лондоне и финала Мировой лиги в Росарио.
В 2016 году вошла в состав женской сборной Германии по хоккею на траве на летних Олимпийских играх в Рио-де-Жанейро и завоевал бронзовую медаль. Играла на позиции нападающего, провела 8 матчей, забила 1 мяч в ворота сборной США.
1 ноября 2016 года была удостоена главной спортивной награды Германии Серебряного лаврового листа за выигрыш олимпийской бронзы.
В 2018 году выиграла золотую медаль чемпионата мира по индорхоккею в Берлине.
В течение карьеры провела за сборную Германии 206 матчей (198 на открытых полях, 8 в помещении), забила 61 мяч.
В 2016 году получила степень бакалавра культурологии в Люнебургском университете «Леуфана».